# Arcoiris Sandoval
Arcoiris Sandoval (* um 1994 in Tucson) ist eine amerikanische Jazzmusikerin (Piano, Arrangement, Komposition).

## Leben und Wirken
Sandoval, deren Vater Jazzmusiker ist, durfte schon als Kleinkind Klavier spielen. Nachdem Abschluss der Tucson Magnet High School studierte sie an der University of Arizona. Sie zog dann nach New York, wo sie ihren Master-Abschluss in Jazz-Piano-Performance an der Manhattan School of Music erwarb.
Sandoval war Teilnehmerin des Metropole Orkest Arrangers Workshop unter der Leitung von Vince Mendoza und spielte mit Lonnie Plaxico und mit Jimmy Cobb. Gemeinsam mit der Bassistin Mimi Jones leitete sie The D.O.M.E. Experience, zu der Musiker wie Wayne Escoffery, Steve Wilson und Dayna Stephens gehörten. Sie tourte zudem mit Allan Harris, der Mimi Jones Band und ihrem eigenen Sonic Asylum Trio bzw. Quintet. Im Sommer 2018 veröffentlichte sie mit ihrem Sonic Asylum Trio ihr Debütalbum First Voyage mit Marty Kenney am Bass und Allan Mednard am Schlagzeug bei MEII Enterprises. Sie ist weltweit auf großen Festivals aufgetreten, etwa bei Umbria Jazz, dem Mary Lou Williams Festival, dem Winter Jazz Fest in New York, dem Vancouver International Jazz Festival und dem Tucson Jazz Festival.
„Please Don’t Stop“, ein Arrangement von Sandoval, wurde vom Metropole Orkest bei den BBC Proms 2016 zu Ehren von Quincy Jones aufgeführt. Für die Sängerin Tammy McCann hat sie Streicherarrangements geschrieben und dirigiert. Ihr Stück „Journey to Agartha“ wurde von Terri Lyne Carrington in die Sammlung New Standards, 101 Lead Sheets by Women Composers aufgenommen und von George Cables auf dessen Album I Hear Echoes interpretiert. Außerdem tritt Sandoval gelegentlich mit der Mingus Big Band auf und ist auf Eugene Marlows Album Obrigado Brasil zu hören, das 2017 von WBGO als Premium-Album des Latin Jazz ausgezeichnet wurde.

## Preise und Auszeichnungen
Sandoval war 2012 Halbfinalistin bei der Montreux Solo Jazz Piano Competition und 2018 Finalistin bei der Ellis Marsalis Jazz Piano Competition. 2013 und 2015 wurde sie mit einem ASCAP Young Jazz Composer Award ausgezeichnet. Ihr Album First Voyage erhielt 2018 einen Global Music Award.